# 清下站
清下站（韓語：청하역）是朝鮮民主主義人民共和國慈江道熙川市清下洞的一個鐵路車站，属于满浦线。

## 历史
- 1935年10月1日，开通使用。

## 邻近车站
满浦线
熙川青年站 - 清下站 - 草上站